# Szirbik Miklós
Szirbik Miklós (Makó, 1781. április 3. – Makó, 1853. október 10.) magyar református lelkész, Makó kiemelkedő lelkésze. Egyik névadója a makói Szikszai György–Szirbik Miklós-emlékháznak, mely kiállítóhely a város református közösségének helytörténeti értékeit mutatja be.

## Életpályája
Apja gazdálkodó, édesanyja, Kovács Katalin volt. Teológiai tanulmányokat folytatott Debrecenben, később Göttingenben 1808–1809 között. Feketegyarmaton, Dobozon, majd 1817-től egészen haláláig Makón működött lelkészként. 1829-ben Csanád vármegye táblabírája volt.
Összegyűjtötte a Makó városának múltjára vonatkozó adatokat, e gyűjteménye napjainkban is értékes forrásként szolgál.

## Magánélete
Felesége, Soós Lídia (1794-1873), egy szentesi földbirtokos lánya volt. 12 gyermekük született.

## Műve
- Makó városának közönséges és az abban lévő reformata ekklé’siának különös leírása 1835 – 36. Sajtó alá rendezte Eperjessy Kálmán, Makó, 1926.

## Emlékezete
- 2008-ban megalapították a Szikszai György–Szirbik Miklós-emlékházat Makón.
- a Szirbik Miklós-szobor 2014-ben került felavatásra a makói Csipkesoron

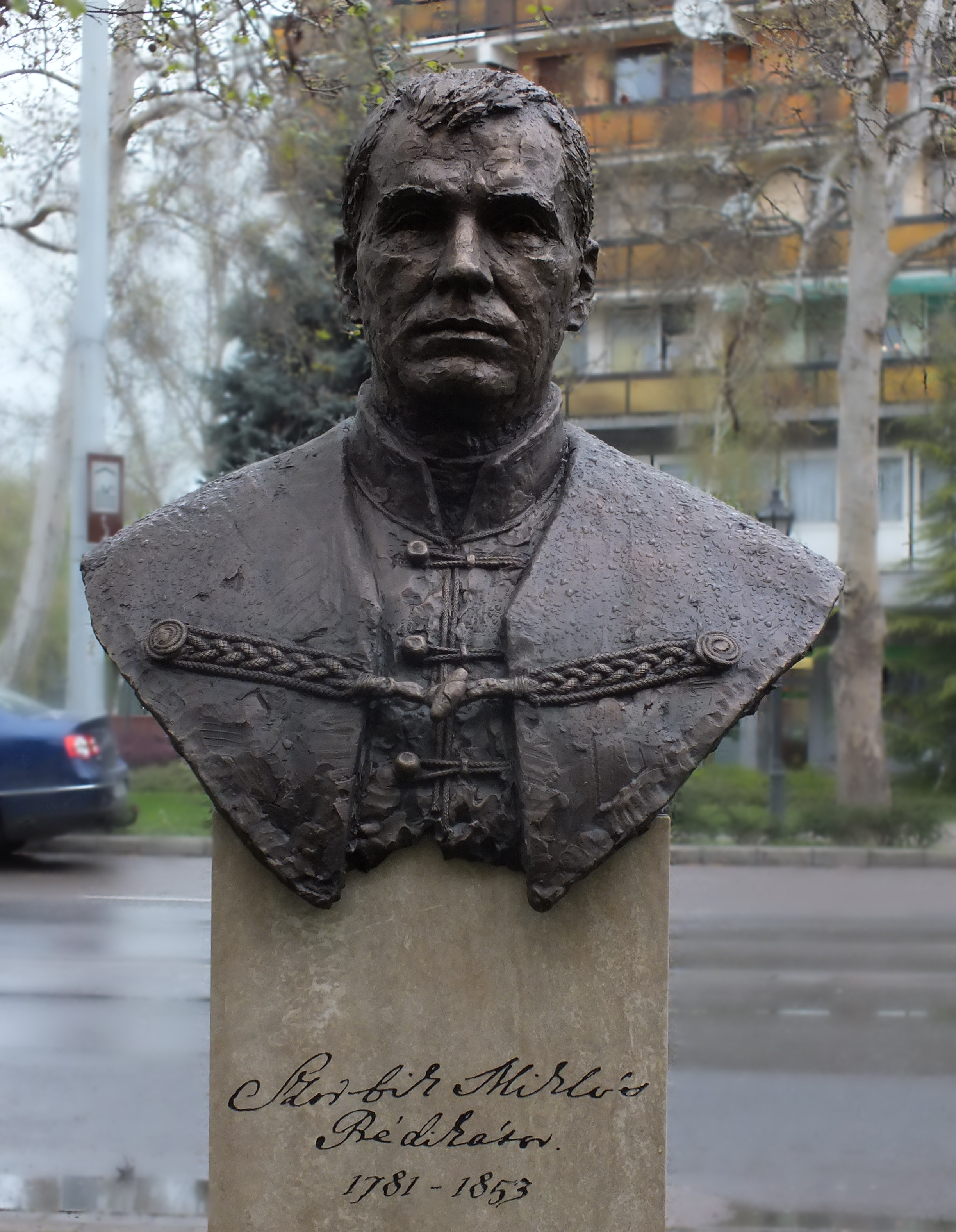
Szirbik Miklós mellszobra a Széchenyi téren

- 2015. júliusában megalakult a Szirbik Miklós Egyesület
- a Makó városi levéltár kutatóterme Szirbik Miklós nevét viseli, s itt kiállítás is megtekinthető róla